# Жевахов, Николай Давидович
Князь Никола́й Дави́дович Жева́хов (Джавахишвили; 24 декабря 1874 [5 января 1875], имение Линовица, Пирятинский уезд, Полтавская губерния — 16 апреля 1945, Вена) — российский государственный, общественный и религиозный деятель правого направления. Исправляющий должность товарища обер-прокурора Святейшего синода Николая Раева (с 15 сентября 1916 года по 28 февраля 1917 года). Брат-близнец епископа Иоасафа (Жевахова) (1874—1937).

## Биография
Родился 24 декабря 1874 года (по старому стилю) в семье помещика Полтавской губернии Давида Жевахова, представителя русской ветви грузинского княжеского рода Джавахишвили. Детство Николая Давидовича Жевахова прошло в родовом имении Линовица и в Киеве, где у его матери был собственный дом на Сретенской улице.
Среднее образование получил во 2-й Киевской гимназии и Коллегии Павла Галагана.
Ещё будучи студентом, в 1897 году, получил свою первую награду — темно-бронзовую медаль за труды по первой всеобщей переписи населения.
В 1898 году, окончив юридический факультет Университета святого Владимира в Киеве с дипломом второй степени, Николай Давидович поступил на государственную службу.

### На государственной службе
В начале своей карьеры он занимал различные мелкие чиновничьи должности в Киевской судебной палате и в канцелярии Киевского генерал-губернатора.
В мае 1902 года занял хлопотную должность земского начальника в Полтавской губернии. В таком выборе службы проявилась свойственная интеллигенции того времени идеализация простого народа. Сам Жевахов так описывает свои воззрения: «медленно и постепенно, настойчиво и упорно превращался в моих глазах „народ-богоносец“ в зверскую и жестокую массу». Однако, с другой стороны, хотя «там были звери, и их было большинство; но были и такие, каких нигде не было и нигде нельзя было найти, люди недосягаемой нравственной чистоты и величия духа». В бытность земским начальником впервые попробовал себя на поприще политического публициста: в 1904 года на страницах консервативного журнала «Гражданин», издававшегося князем В. П. Мещерским, печатались его «Письма земского начальника».
В конце апреля 1905 года был причислен для дальнейшей службы к Государственной канцелярии в отделение свода законов. Жил в Петербурге. Дослужился до должности помощника статс-секретаря (начальника отделения) и чина статского советника.
С 1906 года занимался собиранием сведений о жизни епископа Белгородского Иоасафа (Горленко), дальним родственником которого был, и сыграл значительную роль в его прославлении в 1911 году. Итогом его исследований стали три тома «Материалов для биографии Святителя Иоасафа Горленко, епископа Белгородского и Обоянского», которые были изданы в Киеве в 1907—1911 годах. Состоял товарищем председателя Братства святителя Иоасафа.
4 мая 1909 года, будучи убеждённым монархистом, он стал действительным членом Pусского Собрания.
Постановлением Императорского православного палестинского общества 10 декабря 1910 года вместе с протоиереем Иоанном Восторговым был командирован в Бари (Италия) для выбора земельного участка под храм и странноприимный дом для паломников из России; выехали в Италию в январе 1911 года и исполнили поручение. 12 мая того же года стал членом открытого в тот день Барградского комитета. В мае 1913 года командирован в Бари как представитель Барградского комитета и 9 мая присутствовал при торжественной закладке храма и странноприимного дома.
6 мая 1914 года пожаловано звание камер-юнкера высочайшего двора.
В октябре 1915 года Жевахов прибыл в Ставку с чудотворной Песчанской иконой, которая, по его словам, должна была быть пронесенной по линии фронта, чтобы России была дарована победа над немцами. Таково, по утверждению Жевахова, было желание Божией Матери, явившейся в видении полковнику О.
Жевахов утверждал, что прибыл в Ставку по поручению императрицы, Шавельский остался в убеждении, что все это было собственной инициативой Жевахова, рассчитывавшего доложить об этом императрице и получить награду.
15 сентября 1916 года именным высочайшим указом он назначался «исправляющим должность товарища обер-прокурора Святейшего синода, с оставлением в придворном звании» камер-юнкера; высочайшим повелением от 22 октября того же года ему предоставлялось содержание из казны, производившееся ранее товарищу обер-прокурора Николаю Зайончковскому, против которого были настроены Григорий Распутин и митрополит Петроградский Питирим (Окнов).
К 6 декабря (тезоименитство императора Николая II) 1916 года награждён орденом Святого Владимира 4-й степени.
1 января 1917 года удостоен чина действительного статского советника и пожалован званием камергера.
26 февраля 1917 года предложил первоприсутствующему члену Синода митрополиту Киевскому Владимиру (Богоявленскому) выпустить воззвание к населению в защиту монарха — «вразумляющее, грозное предупреждение Церкви, влекущее, в случае ослушания, церковную кару». Воззвание предлагалось не только зачитать с церковных амвонов, но и расклеить по городу. Митрополит Владимир отказался помочь падающей монархии, невзирая на настоятельные просьбы Жевахова.

### Деятельность в период революции и гражданской войны
С 1 по 5 марта 1917 года находился под арестом по распоряжению Временного правительства; выпущен на свободу без предъявления обвинений и уволен от должности. Вскоре покинул Петроград, проживал в Киеве, затем в имениях брата и сестры.
После захвата власти большевиками, до начала 1920 года, находился на территории, контролируемой Белыми армиями либо автономными украинскими правительствами, в частности жил в Пятигорске, вместе с бывшим петроградским митрополитом Питиримом (Окновым), имевшим репутацию «распутинца».
Кроме того, Шавельский, со ссылкой на митрополита Антония (Храповицкого), утверждал, что в январе 1920 года, незадолго до смерти Питирима (Окнова), с которым он в Екатеринодаре жил вместе у митрополита Антония (Храповицкого), Жевахов обокрал Питирима и бежал.
Согласно воспоминаниям самого Жевахова, он 16 (29) января 1920 года на «архиерейском пароходе» «Иртыш» вместе со священноначалием РПЦ отплыл из Новороссийска через оккупированный Антантой Константинополь и Салоники в Королевство сербов, хорватов и словенцев, эмигрировав из России в Югославию.

### Деятельность в эмиграции
С 9 февраля 1919 по сентябрь 1920 жил в Сербии, стал одним из инициаторов создания и председателем русско-сербского общества, открытого 20 июля 1920 года. В речи при торжественном открытии Общества заявил: в условиях, когда иудейство и масонство ведут открытую войну на уничтожение христианства, «всякая попытка к единению славян приобретает исключительное значение». Выразил надежду, что «славянская идея объединит вокруг себя всех христиан для совместной борьбы с врагами Христа».
В сентябре 1920 года начал заведовать подворьем святителя Николая в Бари. Заведование подворьем сопровождалось многочисленными конфликтами. В 1920-х Жевахов через итальянский суд добился изгнания духовенства храма. Причиной конфликтов было непризнание Жеваховым любого духовенства, подчинявшегося митрополиту Евлогию (Георгиевскому). Данную церковную юрисдикцию Жевахов считал агентами мирового жидомасонства. В конце 1920-х в храме появился новый священник Сергий Ноаров, отношение Жевахова к нему было резко негативным, прежде всего из-за распределения поступающих пожертвований.
С 1926 года начался длительный судебный процесс с советским правительством и представителями Российского Палестинского общества, в которое было переименовано Императорское православное палестинское общество и требовало передачи ему здания. Так как потока русских паломников в Бари после революции не было, деятельность Жевахова в качестве заведующего подворьем по существу свелась к присвоению пожертвований на храм — жертвователи чаще всего не осознавали, что подворье и храм оказались различными хозяйствующими субъектами, и присылали пожертвования на подворье. К 1936 году процесс был проигран, однако Жевахов сумел договориться с властями города Бари о национализации здания (в нём разместился детский дом и сиротский приют, церковь осталась действующей и православной), за что сам получил крупную сумму отступных.
По данным историка черносотенного движения Анатолия Степанова, состоял в личной переписке с Бенито Муссолини. Приветствовал приход к власти Адольфа Гитлера, а также поддерживал его антиеврейскую политику.

В прошлом я входил в состав Российского Имперского Правительства, живу в Италии уже 22 года, и, будучи глубоко восхищенным свершениями Дуче и Фашизма, которые воистину совершили революционный и созидательный переворот в национальном и мировом масштабе, я убежден, что только влияние Фашизма могло бы стать мощным подспорьем в обновлении и в устроении лучшего будущего моей великой, но многострадальной Родины. И я чувствую свой долг в том, чтобы применить мои глубокие знания России, русской эмиграции и мой долгий опыт служения Фашистскому Режиму, и отдать всего себя в духе абсолютного личного бескорыстия служению высшему делу освобождения и очищения, которое, наконец, и осуществляется в настоящей войне.

Как показал итальянский славист Чезаре Де Микелис, именно Жевахову принадлежит выпущенный в 1938 году перевод «Протоколов сионских мудрецов», изданный, вероятнее всего, другим итальянским антисемитом Лино Каппуччо (Тресковским).
Получив огромные отступные, он переехал в Рим. Там он жил по разным адресам: в 1936 году на виа Марио Пагано, затем до 1941 года на виа Джузеппе Белли, затем на виа Номентанa и, наконец, в 1943 году поселился на виа Палермо. В 1944 году в Риме, оккупированном немецкими войсками, появилось последнее известное сочинение Жевахова — итальянское издание знаменитой «Беседы преподобного Серафима Саровского с H.A. Мотовиловым о цели христианской жизни» (Colloquio del grande Santo Russo Serafino di Sarow con N.A. Motovilow sulle mete della Vita Cristiana. Roma: Stamperia Romana). Предисловие Жевахова датировано: Рим, 21 января 1944 года. Сергей Нилус, первооткрыватель и первый редактор «Беседы», в ней ни одним словом не упоминается.
Еще до вторжения союзников Жевахов бежал из Рима и 10 июня 1944 года прибыл в Вену, где он сначала остановился в гостинице «Рояль», до тех пор пока 12 августа — видимо, при поддержке своего друга Йонака фон Фрайенвальда — нашёл убежище в доме престарелых «St. Carolusheim» по адресу Гентцгассе 104 в 18-м округе. Когда его приняли в дом престарелых, Жевахов заявил, что родился в Киеве 24 декабря 1880 года (на шесть лет позже его настоящей даты рождения). Жевахов умер 16 апреля 1945 года в 10 часов утра от пневмонии и сердечной недостаточности.

## Взгляды
В своей книге «Воспоминания» подробно описал «красный террор», объясняя все происходящие в России события с антисемитских позиций.
Отвергал Декларацию митрополита Сергия 1927 года.
Одним из важных моментов его взглядов является то, что он отвергал Ветхий Завет и утверждал, что описанный в нём Бог Яхве является Сатаной. Выступал и за «очищение Нового Завета от примесей Ветхого».

## В воспоминаниях современников
В предреволюционном российском обществе имел репутацию ставленника Григория Распутина и реакционера.
Его личности уделено внимание в воспоминаниях протопресвитера Георгия Шавельского, который описывает князя как человека посредственных способностей и карьериста, использовавшего личные связи с Распутиным. Основное столкновение между Шавельским и Жеваховым произошло в октябре 1915 года, когда последний прибыл в Ставку с чудотворной Песчанской иконой, которая, по его словам, должна была быть пронесенной по линии фронта, чтобы России была дарована победа над немцами. Таково, по утверждению Жевахова, было желание Божией Матери, явившейся в видении полковнику О., впоследствии содержавшемуся в психиатрической клинике. Шавельский оказал Жевахову самый холодный приём и постарался избавиться от него как можно скорее, икона на фронт не доставлялась и была возвращена Жевахову. Хотя Жевахов утверждал, что прибыл в Ставку по поручению императрицы, Шавельский остался в убеждении, что все это было собственной инициативой Жевахова, рассчитывавшего доложить об этом императрице и получить награду.

## Публикации
1. Назначение школы. СПб. 1906 (2-е издание — СПб., 1998).
2. Святитель Иоасаф Горленко, Епископ Белгородский и Обоянский (1705—1754): Материалы для биографии, собранные и изданные князем Н. Д. Жеваховым в 3 томах и 5 частях. — Киев, 1907—1911: Т.I. Ч.1: Предки Святителя Иоасафа. 1907; Т.I. Ч.2. Святитель Иоасаф и его сочинения. 1907; Т.I. Ч.3. Жизнь и деятельность Святителя Иоасафа. 1909; Т.II. Ч.1. Письменные донесения от разных мест и лиц в разные времена о чудесных исцелениях, совершаемых в Бозе почивающим Преосвященным Иоасафом Епископом Белгородским. 1908; Т.II. Ч.2. Предания о Святителе Иоасафе. 1908; Т.III. Дополнительный. 1911.
3. Чудное действие Божия Промысла. — Киев, 1908.
4. Николай Николаевич Неплюев: Биографический очерк. — СПб., 1909.
5. Бари: Путевые заметки. — СПб., 1910.
6. Строители духа жизни в области живописи и архитектуры И. Ижакевич и А. Щусев. — СПб., 1910.
7. Речи. — М., 1910.
8. Житие Св. Иоасафа, Чудотворца Белгородского. — СПб. 1910; 2-е изд. — Новый Сад. 1929.
9. На родине преп. Сергия Радонежского. — М., 1912.
10. Акты и документы Лубенского Мгарского Спасо-Преображенского монастыря. — Киев, 1913.
11. Княжна Мария Михайловна Дондукова-Корсакова. — СПб., 1913.
12. Потребные сведения усердствующим поклониться св. мощам Святителя Николая Мир-Ликийского Чудотворца. — Козельск, 1914.
13. Пробуждение Святой Руси. — СПб., 1914.
14. Святитель Иоасаф. — Пг., 1916.
15. Чудеса святителя Иоасафа / Сост. кн. Н. Д. Жевахов; Изд. комис. Братства св. Иоасафа. — Петроград : Б.и., 1916. — 47 с. — (Издательская комиссия Братства святого Иоасафа. [Издания]; Кн. 2).
  - Чудеса святителя Иоасафа / Сост. Князь Николай Жевахов. — СПб. : Знамение, 1998. — 45 с. — ISBN 5-85991-015-0
16. Еврейский вопрос. — Нью-Йорк, 1926.
17. Памяти графа А. Череп-Спиридовича. — Нью-Йорк, 1926.
18. Изабелл-Флоренс Хапхуд. — Нью-Йорк, 1926.
19. Светлой памяти шталмейстера Высочайшего Двора Ф. В. Винберга. — Париж, 1928.
20. Причины гибели России. — Новый Сад, 1929.
21. Житие святителя Иоасафа Белгородского. — Новый Сад, 1929.
22. Правда о Распутине. — Бари, 1930 (на итальянском языке).
23. Беседа преп. Серафима с Мотовиловым (на итальянском языке).
24. Раб Божий Н. Н. Иваненко. — Новый Сад, 1934.
25. Корни русской революции. — Кишинев, 1934.
26. Раб Божий Николай Николаевич Иваненко. — Новый Сад, 1934.
27. Князь Алексей Александрович Ширинский-Шихматов: Краткий очерк жизни и деятельности. — Новый Сад, 1934.
28. Сергей Александрович Нилус: Краткий очерк жизни и деятельности. — Новый Сад, 1936.
29. Il retroscena dei «Protocolli di Sion»: La vita e le opere del loro editore, Sergio Nilus e del loro autore Ascer Chinsberg. — Roma, 1939.
30. Жевахов Н. Д. Очерки русского благочестия. Строители духа на родине и чужбине / сост., науч. ред. М. А. Бирюкова, М. Г. Талалай. — СПб. : Алетейя, 2023. — 374 с. — (Италия – Россия). — ISBN 978-5-00165-722-4.

Воспоминания
1. Жевахов Н. Д. Воспоминания Товарища Обер-Прокурора Св. Синода князя Н. Д. Жевахова. Первый том. Сентябрь 1915 — март 1917. — Мюнхен : Типография Р. Ольденбург, 1923. — 452 с.
2. Жевахов Н. Д. Воспоминания Товарища Обер-Прокурора Св. Синода князя Н. Д. Жевахова. Второй том. Март 1917 — январь 1920. — Новый Сад, Королевство С.Х.С. : Русская типография С. Филонова, 1928.
  - Жевахов Н.Д. Воспоминания / В 2-х томах. — СПб.: Родник, 1993.
3. Жевахов Н.Д. Новая жизнь за границей. Воспоминания товарища обер-прокурора Святейшего Синода : Третий том / Публикация и составление М. Г. Талалая и М. А. Бирюковой. Научная редакция М. Г. Талалая. — М. : Издательство «Индрик», 2022. — 280 с. — ISBN 978-5-91674-000-0.